# Queluz Sintra
Clube Atlético de Queluz (of kortweg C.A. Quelez) is een professionele basketbalclub uit Queluz, Portugal. Het team speelt in de Proliga, de tweede nationale basketbalcompetitie van Portugal. Tot 2007 was de club actief op het hoogste nationale niveau, de Liga Portuguesa de Basquetebol (of LPB), maar in dat jaar trok de ploeg zich terug uit de hoogste klasse. In het seizoen 2005–06 nam Queluz deel aan de Europese EuroCup.

## Erelijst
- Portugees landskampioen: 2

1983–84, 2004–05
- Portugese beker (TPB): 2

1982–83, 2004–05
- Portugese Super Cup (SPB): 2

1984, 2005

## Bekende (oud-)spelers
- Ângelo Victoriano
- Aníbal Moreira
- Ike Nwankwo
- Carlos Andrade
- Miguel Miranda
- Carlos Lisboa